# Zuidoost-Duits voetbalkampioenschap 1931/32
In 1931/32 werd het 21ste voetbalkampioenschap gespeeld dat georganiseerd werd door de Zuidoost-Duitse voetbalbond. 
Net als vorig jaar werd de verdeling van de groependoor de voetbalbond bepaald. De clubs van de drie sterkste competities (Breslau/Midden-Silezië, Neder-Lausitz en Opper-Silezië) werden in groep A ingedeeld en deze clubs speelden voor de Zuidoost-Duitse titel. De clubs uit Bergland, Neder-Silezië en Opper-Lausitz werden in groep B ingedeeld, waarvan de winnaar wel nog kans maakte op een ticket voor de eindronde om de Duitse landstitel. Beuthener SuSV 09 werd kampioen en plaatste zich voor de eindronde. De club verloor in de eerste ronde van PSV Chemnitz. Breslauer SC 08 plaatste zich ook en verloor van Holstein Kiel.
De kampioen van Breslau was zoals vorig jaar rechtstreeks geplaatst. De vicekampioen plaatste zich via de Midden-Silezische eindronde.

## Deelnemers aan de eindronde
| Club                               | Gekwalificeerd als             |
| ---------------------------------- | ------------------------------ |
| VfB Langenbielau                   | Kampioen van Bergland          |
| Breslauer FV 06                    | Kampioen van Breslau           |
| Breslauer SC 08                    | Kampioen van Midden-Silezië    |
| FC Viktoria Forst                  | Kampioen van Neder-Lausitz     |
| VfB Liegnitz                       | Kampioen van Neder-Silezië     |
| Gelb-Weiß Görlitz                  | Kampioen van Opper-Lausitz     |
| Vorwärts-Rasensport Gleiwitz       | Kampioen van Opper-Silezië     |
| Waldenburger SV 09                 | Vicekampioen van Bergland      |
| Cottbuser FV 1898                  | Vicekampioen van Neder-Lausitz |
| Vereinigte Grünberger Sportfreunde | Vicekampioen van Neder-Silezië |
| SpVgg Bunzlau                      | Kampioen van Opper-Lausitz     |
| Beuthener SuSV 09                  | Derde plaats van Opper-Silezië |

## Eindronde

### Groep A
| Plaats | Club                         | Wed. | W | G | V | Saldo | Ptn. |
| ------ | ---------------------------- | ---- | - | - | - | ----- | ---- |
| 1.     | Beuthener SuSV 09            | 10   | 9 | 0 | 1 | 34:15 | 18:2 |
| 2.     | Breslauer SC 08              | 10   | 6 | 2 | 2 | 25:14 | 14:6 |
| 3.     | Vorwärts-Rasensport Gleiwitz | 10   | 5 | 2 | 3 | 20:17 | 12:8 |
| 4.     | Breslauer FV 06              | 10   | 4 | 0 | 6 | 16:21 | 8:12 |
| 5.     | Cottbuser FV 1898            | 10   | 2 | 0 | 8 | 19:29 | 4:16 |
| 6.     | FC Viktoria Forst            | 10   | 1 | 2 | 7 | 11:29 | 4:16 |

|  | Kampioen, geplaatst voor de nationale eindronde |
|  | Play-off tweede ticket nationale eindronde      |

### Groep B
| Plaats | Club                               | Wed. | W | G | V | Saldo | Ptn.  |
| ------ | ---------------------------------- | ---- | - | - | - | ----- | ----- |
| 1.     | VfB Liegnitz                       | 10   | 7 | 0 | 3 | 28:20 | 14:6  |
| 2.     | SpVgg Bunzlau                      | 10   | 4 | 3 | 3 | 23:23 | 11:9  |
| 3.     | Vereinigte Grünberger Sportfreunde | 10   | 3 | 4 | 3 | 24:25 | 10:10 |
| 4.     | Gelb-Weiß Görlitz                  | 9    | 4 | 1 | 4 | 21:23 | 9:9   |
| 5.     | Waldenburger SV 09                 | 9    | 3 | 2 | 4 | 20:19 | 8:10  |
| 6.     | VfB Langenbielau                   | 8    | 0 | 4 | 4 | 21:38 | 4:12  |

|  | Play-off tweede ticket nationale eindronde |

### Tweede ticket Duitse eindronde
Heen
|               |                 |       |              |         |
| 10 april 1932 | Breslauer SC 08 | 4 - 2 | VfB Liegnitz | Breslau |
| 10 april 1932 |                 |       |              | Breslau |

Terug
|               |              |       |                 |          |
| 17 april 1932 | VfB Liegnitz | 4 - 5 | Breslauer SC 08 | Liegnitz |
| 17 april 1932 |              |       |                 | Liegnitz |